# Hailun Road
Hailun Road (海伦路; Pinyin: Hǎilún Lù) is een station van de metro van Shanghai in het district Hongkou. Het station wordt bediend door lijn 4 en lijn 10. 
Het ondergronds station ligt aan de kruising van Hailun Road en Siping Road. Het station is vanaf straatniveau bereikbaar via drie verschillende ingangen. Het station heeft twee eilandperrons voor respectievelijk lijn 4 en lijn 10, transfers verlopen langs de gemeenschappelijke stationshal.
Het metrostation van Hailun Road werd op 31 december 2005 ingehuldigd. Initieel enkel een station aan lijn 4 werd het station een knooppunt met aansluiting op lijn 10 op 10 april 2010.
← Yishan Road · Shanghai Indoor Stadium · Shanghai Stadium · Dong'an Road · Damuqiao Road · Luban Road · South Xizang Road · Nanpu Bridge · Tangqiao · Lancun Road · Pudian Road · Century Avenue · Pudong Avenue · Yangshupu Road · Dalian Road · Linping Road · Hailun Road · Baoshan Road · Station Shanghai · Zhongtan Road · Zhenping Road · Caoyang Road · Jinshajiang Road · Zhongshan Park · West Yan'an Road · Hongqiao Road → 

Lijnen van de metro van Shanghai: 1 · 2 · 3 · 4 · 5 · 6 · 7 · 8 · 9 · 10 · 11 · 12 · 13 · 14 · 15 · 16 · 17 · 18 · Pujiang Line
Station Shanghai Hongqiao · Hongqiao Airport Terminal 2 · Hongqiao Airport Terminal 1 · Shanghai Zoo · Longxi Road · Shuicheng Road · Yili Road · Songyuan Road · Hongqiao Road · Jiaotong University · Shanghai Library · South Shaanxi Road · Xintiandi · Laoximen · Yuyuan Garden · East Nanjing Road · Tiantong Road · North Sichuan Road · Hailun Road · Youdian Xincun · Siping Road · Tongji University · Guoquan Road · Wujiaochang · Jiangwan Stadium · Sanmen Road · East Yingao Road · Xinjiangwancheng · (opening eind 2020:) Guofan Road · Shuangjiang Road · West Gaoqiao · Gaoqiao · Gangcheng Road · Jilong Road
aftakking: Longxi Road · Longbai Xincun · Ziteng Road · Hangzhong Road

Lijnen van de metro van Shanghai: 1 · 2 · 3 · 4 · 5 · 6 · 7 · 8 · 9 · 10 · 11 · 12 · 13 · 14 · 15 · 16 · 17 · 18 · Pujiang Line